# Административно-территориальное деление Астраханской области

## Административно-территориальное устройство

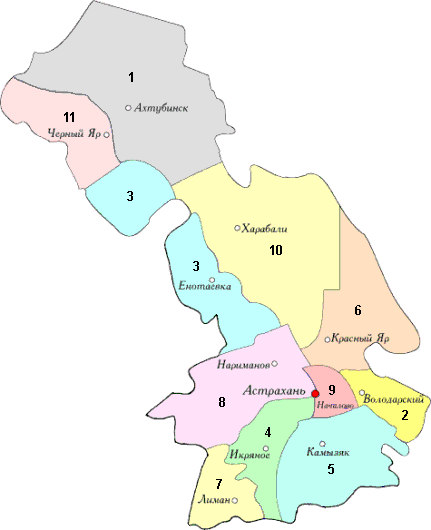
Административная карта Астраханской области

Согласно Закону «Об административно-территориальном устройстве Астраханской области» , субъект РФ включает следующие административно-территориальные единицы:
- 1 город областного значения:
  - Астрахань;
    - 4 внутригородских района: 
      - Кировский,
      - Ленинский,
      - Советский,
      - Трусовский;
- 1 закрытое административно-территориальное образование: 
  - ЗАТО Знаменск
- 11 районов;
  - 4 города районного значения:
    - Ахтубинск,
    - Камызяк,
    - Нариманов,
    - Харабали;

  - посёлки городского типа
  - сельсоветы.

Административным центром Астраханской области является город Астрахань.

## Муниципальное устройство
В рамках муниципального устройства области, в границах административно-территориальных единиц Астраханской области всего к 1 января 2019 года было образовано 141 муниципальных образования:
- 2 городских округа;
- 11 муниципальных районов
  - 11 городских поселений
  - 117 сельских поселений.

## Районы и города областного значения (городские округа)
| №         | Название                                    | Флаг | Герб | Площадь, км² | Население, чел. | Админ. центр        | Население центра, чел. | Код ОКАТО |
| --------- | ------------------------------------------- | ---- | ---- | ------------ | --------------- | ------------------- | ---------------------- | --------- |
| 1e-06     | Районы (муниципальные районы)               |      |      |              |                 |                     |                        |           |
| 1         | Ахтубинский район                           |      |      | 7 810,00     | ↘58 260         | город Ахтубинск     | ↘35 635                | 12 205    |
| 2         | Володарский район                           |      |      | 3 876,61     | ↘44 711         | посёлок Володарский | ↗11 200                | 12 210    |
| 3         | Енотаевский район                           |      |      | 6 296,80     | ↗25 346         | село Енотаевка      | ↗8140                  | 12 215    |
| 4         | Икрянинский район                           |      |      | 1 990,67     | ↗48 489         | село Икряное        | ↗10 452                | 12 220    |
| 5         | Камызякский район                           |      |      | 3 490,00     | ↗47 716         | город Камызяк       | ↗16 154                | 12 225    |
| 6         | Красноярский район                          |      |      | 5 260,48     | ↘36 321         | село Красный Яр     | ↗12 254                | 12 230    |
| 7         | Лиманский район                             |      |      | 5 238,31     | ↘28 459         | пгт Лиман           | ↗9014                  | 12 235    |
| 8         | Наримановский район                         |      |      | 6 125,45     | ↘47 528         | город Нариманов     | ↗11 104                | 12 240    |
| 9         | Приволжский район                           |      |      | 840,9        | ↗66 669         | село Началово       | ↗12 459                | 12 242    |
| 10        | Харабалинский район                         |      |      | 7 435,81     | ↗40 154         | город Харабали      | ↗18 514                | 12 245    |
| 11        | Черноярский район                           |      |      | 4 229,58     | ↗19 570         | село Чёрный Яр      | ↘6775                  | 12 250    |
| 11.000002 | Город областного значения (городской округ) |      |      |              |                 |                     |                        |           |
| 12        | Астрахань                                   |      |      | 208,70       | ↗465 990        | город Астрахань     | ↗465 990               | 12 401    |
| 12.000003 | ЗАТО (городской округ)                      |      |      |              |                 |                     |                        |           |
| 13        | ЗАТО Знаменск                               |      |      |              | ↘23 487         | город Знаменск      | ↘23 487                | 12 519    |

## Сельские и городские поселения
Сельсоветам соответствуют муниципальные образования со статусом сельского поселения.
Городам районного значения и посёлкам городского типа (рабочим посёлкам) соответствуют муниципальные образования со статусом городского поселения.
Ниже представлен перечень сельских поселений (сельсоветов) и городских поселений, распределённых по муниципальным районам (городские поселения выделены жирным шрифтом).

### Ахтубинский район
1. город Ахтубинск
2. посёлок Верхний Баскунчак
3. посёлок Нижний Баскунчак
4. Батаевский сельсовет
5. село Болхуны
6. Золотухинский сельсовет
7. Капустиноярский сельсовет
8. село Ново-Николаевка
9. село Пироговка
10. Покровский сельсовет
11. Пологозаймищенский сельсовет
12. село Садовое
13. Сокрутовский сельсовет
14. Удаченский сельсовет
15. Успенский сельсовет

### Володарский район
1. Актюбинский сельсовет
2. Алтынжарский сельсовет
3. Большемогойский сельсовет
4. посёлок Винный
5. посёлок Володарский
6. село Зеленга
7. Калининский сельсовет
8. Козловский сельсовет
9. Крутовский сельсовет
10. Маковский сельсовет
11. Марфинский сельсовет
12. Мултановский сельсовет
13. Новинский сельсовет
14. Новокрасинский сельсовет
15. Сизобугорский сельсовет
16. Султановский сельсовет
17. Тишковский сельсовет
18. Тулугановский сельсовет
19. Тумакский сельсовет
20. Хуторской сельсовет
21. Цветновский сельсовет

### Енотаевский район
1. Ветлянинский сельсовет
2. Владимировский сельсовет
3. Восточинский сельсовет
4. Грачевский сельсовет
5. Село Енотаевка
6. Замьянский сельсовет
7. Иваново-Николаевский сельсовет
8. Село Копановка
9. Косикинский сельсовет
10. Никольский сельсовет
11. Пришибинский сельсовет
12. Средневолжский сельсовет
13. Табун-Аральский сельсовет
14. Фёдоровский сельсовет

### Икрянинский район
1. Рабочий посёлок Ильинка
2. Рабочий посёлок Красные Баррикады
3. Бахтемирский сельсовет
4. Житнинский сельсовет
5. Икрянинский сельсовет
6. Маячнинский сельсовет
7. Мумринский сельсовет
8. Ново-Булгаринский сельсовет
9. Оранжерейнинский сельсовет
10. Седлистинский сельсовет
11. Сергиевский сельсовет
12. село Трудфронт
13. Чулпанский сельсовет

Законом Астраханской области от 3 июня 2015 года № 32/2015-ОЗ Оранжерейнинский и Фёдоровский сельсоветы были объединены в Оранжерейнинский сельсовет с административным центром в селе Оранжереи.
Законом Астраханской области от 26 мая 2016 года № 23/2016-ОЗ Восточный, Икрянинский и Озерновский сельсоветы были объединены в Икрянинский сельсовет с административным центром в селе Икряное.
Законом Астраханской области от 10 апреля 2018 года N 31/2018-ОЗ Зюзинский и Мумринский сельсоветы были объединены в Мумринский сельсовет с административным центром в селе Мумра.

### Камызякский район
1. Город Камызяк
2. Посёлок Волго-Каспийский
3. Посёлок Кировский
4. Верхнекалиновский сельсовет
5. Жан-Аульский сельсовет
6. Иванчугский сельсовет
7. Каралатский сельсовет
8. Караулинский сельсовет
9. Николо-Комаровский сельсовет
10. Новотузуклейский сельсовет
11. Образцово-Травинский сельсовет
12. Раздорский сельсовет
13. Самосдельский сельсовет
14. Семибугоринский сельсовет
15. Чаганский сельсовет

Законом Астраханской области от 14 декабря 2010 года № 78/2010-ОЗ упразднённый Каспийский сельсовет вошёл в состав Раздорского сельсовета.
Законом Астраханской области от 3 июня 2015 года № 31/2015-ОЗ Чапаевский и Каралатский сельсоветы  были объединены в Каралатский сельсовет с административным центром в селе Каралат.
Законом Астраханской области от 29 июня 2015 года № 42/2015-ОЗ, муниципальные образования «Село Чаган» и «Уваринский сельсовет» были объединены в муниципальное образование «Чаганский сельсовет» с административным центром в селе Чаган.
Законом Астраханской области от 5 сентября 2017 года № 46/2017-ОЗ, Лебяжинский, Образцово-Травинский и Полдневский сельсоветы были объединены в Образцово-Травинский сельсовет с административным центром в селе Образцово-Травино.

### Красноярский район
1. Аксарайский сельсовет
2. Ахтубинский сельсовет
3. Байбекский сельсовет
4. Бузанский сельсовет
5. Ватаженский сельсовет
6. Джанайский сельсовет
7. Красноярский сельсовет
8. Сеитовский сельсовет

Законом Астраханской области от 4 сентября 2015 года № 57/2015-ОЗ, административно-территориальные единицы и муниципальные образования «Забузанский сельсовет», «Красноярский сельсовет» и «Село Черёмуха» были преобразованы, путём их объединения, в административно-территориальную единицу и муниципальное образование «Красноярский сельсовет» с административным центром в селе Красный Яр.
Законом Астраханской области от 5 ноября 2015 года № 67/2015-ОЗ, 1 января 2016 года были преобразованы, путём их объединения, административно-территориальные единицы и муниципальные образования «Бузанский сельсовет» и «Верхнебузанский сельсовет» в административно-территориальную единицу и муниципальное образование «Бузанский сельсовет» с административным центром в селе Новоурусовка.
Законом Астраханской области от 27 ноября 2015 года № 83/2015-ОЗ, были преобразованы, путём их объединения, административно-территориальные единицы и муниципальные образования «Байбекский сельсовет» и «Юбилейнинский сельсовет» в административно-территориальную единицу и муниципальное образование «Байбекский сельсовет» с административным центром в селе Байбек.
Законом Астраханской области от 17 июня 2016 года № 35/2016-ОЗ, 1 октября 2016 года упразднён «Аксарайский сельсовет» вместе с единственным населённым пунктом посёлком Аксарайский.
Законом Астраханской области от 1 августа 2016 года № 48/2016-ОЗ 1 октября 2016 года были преобразованы, путём их объединения, муниципальные образования и административно-территориальные единицы «Ватаженский сельсовет», «Кривобузанский сельсовет» и «Село Караозек» — в «Ватаженский сельсовет» с административным центром в селе Ватажное.
Законом Астраханской области от 10 апреля 2018 года № 32/2018-ОЗ были преобразованы, путём их объединения, муниципальные образования и административно-территориальные единицы «село Малый Арал» и «Степновский сельсовет» — в «Аксарайский сельсовет» с административным центром в селе Степной.

### Лиманский район
1. Рабочий посёлок Лиман
2. Зензелинский сельсовет
3. Олинский сельсовет
4. Промысловский сельсовет
5. Яндыковский сельсовет

Законом Астраханской области от 2 апреля 2015 года № 21/2015-ОЗ, муниципальные образования «Бударинский сельсовет» и «Воскресеновский сельсовет» преобразованы путём объединения в муниципальное образование «Бударинский сельсовет» с административным центром в селе Бударино.
Законом Астраханской области от 25 мая 2017 года № 23/2017-ОЗ были преобразованы, путём их объединения, муниципальные образования и административно-территориальные единицы «Бирючекосинский сельсовет», «Бударинский сельсовет», «Камышовский сельсовет», «Караванненский сельсовет», «Кряжевинский сельсовет», «Рабочий посёлок Лиман», «Михайловский сельсовет», «Новогеоргиевский сельсовет», «Проточенский сельсовет» и «Рынковский сельсовет» в городское поселение «Рабочий посёлок Лиман» с административным центром в рабочем посёлке Лиман.
Законом Астраханской области от 20 декабря 2021 года № 132/2021-ОЗ с 1 января 2022 года c рабочим посёлком Лиманом объединён Басинский сельсовет.

### Наримановский район
1. Город Нариманов
2. Астраханский сельсовет
3. Ахматовский сельсовет
4. Барановский сельсовет
5. Волжский сельсовет
6. Линейнинский сельсовет
7. Николаевский сельсовет
8. Прикаспийский сельсовет
9. Разночиновский сельсовет
10. Рассветский сельсовет
11. Солянский сельсовет
12. Старокучергановский сельсовет

Законом Астраханской области от 1 августа 2016 года № 47/2016-ОЗ 1 октября 2016 года были преобразованы, путём их объединения, муниципальные образования и административно-территориальные единицы «Курченский сельсовет» и «Линейнинский сельсовет» — в «Линейнинский сельсовет» с административным центром в селе Линейное.

### Приволжский район
1. Бирюковский сельсовет
2. Евпраксинский сельсовет
3. село Карагали
4. Килинчинский сельсовет
5. Началовский сельсовет
6. Новорычинский сельсовет
7. село Осыпной Бугор
8. село Растопуловка
9. Татаробашмаковский сельсовет
10. Трехпротокский сельсовет
11. Фунтовский сельсовет
12. Яксатовский сельсовет

### Харабалинский район
1. Город Харабали
2. Воленский сельсовет
3. Заволжский сельсовет
4. Кочковатский сельсовет
5. Михайловский сельсовет
6. Речновский сельсовет
7. Сасыкольский сельсовет
8. Селитренский сельсовет
9. Тамбовский сельсовет
10. Хошеутовский сельсовет

### Черноярский район
1. село Ушаковка
2. Черноярский сельсовет

Законом Астраханской области от 1 июня 2016 года № 27/2016-ОЗ, 1 сентября 2016 года были преобразованы, путём их объединения, «Вязовский сельсовет», «Каменноярский сельсовет», «Село Зубовка», «Село Поды», «Село Солёное Займище», «Село Ступино», «Солодниковский сельсовет», «Старицкий сельсовет» и «Черноярский сельсовет» — в «Черноярский сельсовет», наделённый статусом сельского поселения, с административным центром в селе Чёрный Яр.

## История
Астраханская область была образована Указом Президиума Верховного Совета СССР № 803/1 от 27 декабря 1943 года. Первоначально область делилась на 17 районов: Владимировский, Енотаевский, Зеленгинский, Икрянинский, Камызякский, Капустиноярский, Каспийский, Красноярский, Лиманский, Марфинский, Наримановский, Никольский, Приволжский район, Сасыкольский, Степновский, Травинский и Харабалинский.
В 1947 году образован Черноярский район.
В 1956 упразднён Капустиноярский район.
В 1957 Каспийский и Степновский районы отошли к воссозданной Калмыцкой АО. В том же году упразднён Никольский район.
В 1963 были упразднены Зеленгинский, Лиманский, Марфинский, Приволжский, Сасыкольский, Травинский и Черноярский районы.
В 1964 Черноярский район был восстановлен. Через год были образованы Володарский и Лиманский районы.
В 1975 Владимировский район был переименован в Ахтубинский, а в 1980 образован Приволжский район.
С 1 января 2006 года в соответствии с Законом Астраханской области от 22 июля 2004 года «Об установлении границ муниципальных образований и наделении их статусом сельского, городского поселения, городского округа, муниципального района» Астраханская область разделена на 2 городских округа и 11 муниципальных районов.